# Comté d'Ocean
Pour les articles homonymes, voir Océan (homonymie).
Le comté d'Ocean (en anglais Ocean County) est un comté situé à l'est de l'État de New Jersey, aux États-Unis. Le comté fait partie de l'agglomération new-yorkaise. Selon le recensement de 2020, il a 637 229 habitants.
Le comté est créé le 15 février 1850 à partir du comté de Monmouth. Il doit son nom à l'Océan Atlantique, qu'il borde.

## Comtés adjacents
- Comté de Monmouth (nord)
- Comté d'Atlantic (sud)
- Comté de Burlington (ouest)

## Municipalités

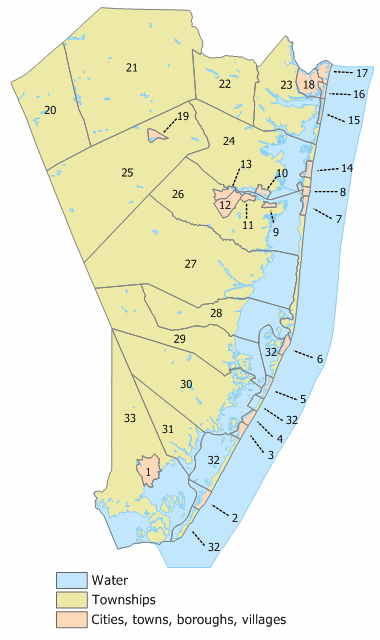
Carte des municipalités du comté.

- Barnegat Township (29)
- Barnegat Light (6)
- Bay Head (16)
- Beach Haven (2)
- Beachwood (12)
- Berkeley Township (26)
- Brick Township (23)
- Eagleswood Township (31)
- Harvey Cedars (5)
- Island Heights (10)
- Jackson Township (21)
- Lacey Township (27)
- Lakehurst (19)
- Lakewood Township (22)
- Lavallette (14)
- Little Egg Harbor Township (33)
- Long Beach Township (32)
- Manchester Township (25)
- Mantoloking (15)
- Ocean Township (28)
- Ocean Gate (9)
- Pine Beach (11)
- Plumsted Township (20)
- Point Pleasant (18)
- Point Pleasant Beach (17)
- Seaside Heights (8)
- Seaside Park (7)
- Ship Bottom (3)
- South Toms River (13)
- Stafford Township (30)
- Surf City (4)
- Toms River Township (24)
- Tuckerton (1)
- East Windsor Township (6)
- Ewing Township (11)
- Hamilton Township (8)
- Hightstown (5)
- Hopewell (1)
- Hopewell Township (12)
- Lawrence Township (10)
- Pennington (2)
- Princeton (3)
- Robbinsville Township (7)
- Trenton (4)
- West Windsor Township (9)

## Politique
Le comté est un bastion du Parti républicain,.